# Hernán Montenegro
Hernán Montenegro (Bahía Blanca, Buenos Aires, 10 de agosto de 1966) es un exjugador de baloncesto argentino. Es considerado uno de los mejores pívot de la historia del baloncesto hispanoamericano, y uno de los jugadores más carismáticos que ha dado el baloncesto argentino.

## Trayectoria

### Inicios
Montenegro comenzó a practicar deportes a partir de los 5 años, interesándose en el fútbol y en el baloncesto; sin embargo pronto dejaría al primero para dedicarse enteramente al segundo. 
Formado en la cantera del club Leandro N. Alem, se destacó por su figura alta y espigada, infrecuente en alguien de su edad. Por ello en noviembre de 1980, con apenas 13 años, debutó en el Torneo Oficial de la Asociación Bahiense de Básquetbol, el equivalente en la época a un campeonato de tercera división en la Argentina. Su desarrollo como jugador fue veloz, y a comienzos de 1983 fue fichado por Villa Mitre y luego pasó por Olimpo.
A fines de 1983 fue reclutado por el club español CAI Zaragoza, pero, disconforme con lo que la institución le ofrecía como remuneración, renunció en noviembre de 1984 y retornó a su país. Jugó la Liga B en 1985 con Villa Mitre y al año siguiente hizo su debut en la Liga A como integrante del plantel de Olimpo, equipo que terminaría en esa temporada como subcampeón.

### Experiencia internacional
Disputó el Mundial de Clubes FIBA 1986 como refuerzo de Obras Sanitarias y en 1987 fue fichado por Unión de Santa Fe. Aunque había comenzado a jugar la temporada 1987 de la LNB con los santafesinos, dejó el club para intentar sumarse a un equipo de la NCAA e impulsarse desde allí a la NBA.
La Universidad Estatal de Luisiana le ofreció una beca para estudiar en sus claustros y jugar con su equipo de baloncesto, los LSU Tigers, en la División I de la NCAA. Recién terminó de incorporase al baloncesto universitario estadounidense en diciembre de 1987, luego de aprobar un examen de suficiencia en inglés. Montenegro sólo jugó 4 partidos con los Tigers, antes de lesionarse y renunciar a su carrera universitaria, manifestando su disconformidad con su estatuto como atleta amateur.
Se unió posteriormente a los Gigantes de Carolina del Baloncesto Superior Nacional, donde jugaría 12 encuentros y promediaría 10,2 rebotes por partido. 
Junto con su compatriota Jorge González, se presentó al Draft de la NBA de 1988, siendo ambos elegidos en la tercera ronda por distintas franquicias de la liga (González fue la selección 54 efectuada por los Atlanta Hawks, y Montenegro fue la selección 57 efectuada por los Philadelphia 76ers). Tanto Montenegro como González se convirtieron así en los dos primeros jugadores de nacionalidad argentina de la historia en presentarse a ese evento de la NBA y terminar siendo seleccionados. 
El pívot bahiense, sin embargo, sólo realizó la pretemporada con los Sixers, actuando en un único partido: la acotada victoria ante el Maccabi Tel Aviv de Israel en el estadio The Spectrum de Filadelfia, el 8 de octubre de 1988.
Al ser desvinculado del equipo, regresó a Olimpo, jugando la fase final y los playoffs de la temporada 1988 de la LNB.
En enero de 1989 arribó a Italia para incorporarse al Annabella Pavia, de la Serie A2, la segunda división profesional del país. Jugó allí 43 partidos hasta mediados de 1990, promediando 20 puntos y 10 rebotes por encuentro. 
Por su destacada trayectoria en el baloncesto, la Fundación Konex le otorgó el Diploma al Mérito en 1990.

### El regreso

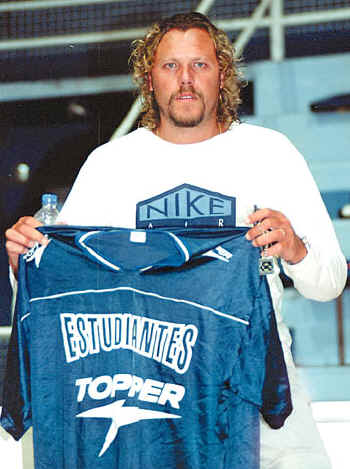
Montenegro en su etapa en Estudiantes de Bahía Blanca.

Si bien el objetivo de Montenegro era permanecer en Europa, la mala relación con los dirigentes y ciertos asuntos disciplinarios le impusieron su anticipado retorno a la Argentina.
Entendiendo que la mejor manera de relanzar su carrera era volver a los orígenes, en 1990 firmó un contrato con Estudiantes de Bahía Blanca, representante de su ciudad natal en la LNB. Aunque había acordado que entrenaría con el equipo solamente cuando lo sintiese necesario, aun así registró una actuación destacada, llegando a liderar a un elenco integrado por figuras argentinas como Juan Alberto Espil, Javier Maretto y José Luis Gil, y reforzado por los estadounidenses Darryl Pinckney y Dwayne Bryant. 
En el último juego semifinal de la temporada 1990-91, Estudiantes venció a Sport Club Cañadense con un doble de Montenegro, anotado medio segundo antes de que suene la chicharra final. Tiempo después, Montenegro confesaría:

“En los entrenamientos, cuando recibía la bola bajo el canasto, la enterraba hasta el codo, pero algunas veces ésta rebotaba en el aro y salía disparada hacia afuera. Esa noche me acordé cuando recibí el pase, giré, y la deposité como si fuera una pizza, con una suavidad que nunca antes tuve”.
[cita requerida]

De todos modos su equipo perdería luego la final del campeonato ante GEPU.
En la temporada siguiente Montenegro sufriría lesiones que terminarían por marginarlo en varias instancias del campeonato, jugando la mitad de los partidos que había jugado en la temporada anterior.  

### Preolímpico 1992: nace “El Loco”
Montenegro integró el equipo argentino preolímpico, que jugó el Torneo de las Américas de Portland 1992. Argentina enfrentó al Dream Team de Estados Unidos, comandado por Michael Jordan, Charles Barkley y Larry Bird. En ese partido, Montenegro obligó a David Robinson y a Pat Ewing a turnarse para defenderlo. Para esa noche el pívot se había hecho dibujar un número 22 en la nuca (en el folklore urbano argentino, el veintidós significa “El Loco”), haciendo que el relator del partido para la cadena NBC comentara:

“Tonight, Robinson and Ewing they gonna dream on the CRAZY TWENTY-TWO!” (“Esta noche Robinson e Ewing van a soñar con EL LOCO VEINTIDÓS!”).
[cita requerida]

A partir de entonces, sus compañeros, rivales y periodistas comenzaron a apodarlo “El Loco”, denominación que encajaba también con las excentricidades que realizaba dentro y fuera de la cancha.

### Las dificultades
Después de su participación en el campeonato americano en Estados Unidos, Montenegro se unió al Basket Brescia, haciendo así su retorno a la Serie A2 italiana. De todos modos sólo disputó 6 partidos antes de dejar el club y reincorporarse a Estudiantes de Bahía Blanca. 
Pasaría luego por GEPU y por Gimnasia y Esgrima de Comodoro Rivadavia, jugando en buen nivel pero confrontando con entrenadores y dirigentes. A comienzos de 1995 el entrenador Guillermo Vecchio convocó a varios jugadores para afrontar lo que sería el torneo de baloncesto de los Juegos Panamericanos de 1995, donde Argentina jugaría como local. Montenegro respondió positivamente a la convocatoria, pero luego se enemistó con el cuerpo técnico del elenco nacional y con las autoridades de la CABB por el modo de entrenamiento y las malas condiciones de trabajo que les ofrecían a los jugadores concentrados, por lo que terminaría renunciando al equipo.
En julio de 1995 reforzó a Peñarol de Mar del Plata en el Campeonato Sudamericano de Clubes Campeones, donde su equipo cayó derrotado en la final ante el Río Claro Basquete. 
Su situación de indisciplina -provocada, en parte, por sus adicciones- complicó su vínculo con Estudiantes de Bahía Blanca, a donde había regresado a jugar en la temporada 1995-96 y promediaba 21,3 puntos, 6,5 rebotes y 2,3 asistencia por partido hacia la mitad del certamen, jugando casi ad honorem. Por ese motivo en enero de 1996 dejó su país con rumbo a Venezuela para sumarse a los Guaiqueríes de Margarita. Sin embargo dos meses después recibió una suspensión de 6 meses por parte de la Liga Profesional de Baloncesto de Venezuela, como sanción por haber salido positivo en cocaína durante una prueba de dopaje. Diego Maradona, quien también tenía problemas similares de adicción, lo ayudó a regresar al país e iniciar un tratamiento de desintoxicación.

### Última etapa
Montenegro retornó a la competición en el Torneo Nacional de Ascenso, la segunda división argentina, como refuerzo del Deportivo Valle Inferior. Jugó también fugazmente en Villa Mitre.
Independiente de General Pico lo ficharía luego para disputar la temporada 1997-98 de la LNB, en la que el pívot bahiense realizaría una excelente campaña en lo personal, actuando además en la Liga Sudamericana de Clubes 1998.
Tras un gira de su equipo por China, dejó a los piquenses para unirse a Estudiantes de Olavarría en junio de 1998. Pese a que en su nuevo club habían muchas expectativas puestas sobre él, una lesión terminó por sacarlo de competición antes de que finalizara la temporada.
Montenegro volvió a jugar recién en el tramo final de la temporada 1999-2000 de la LNB, cuando fue contratado por Estudiantes de Bahía Blanca para sustituir a Claudio Chiappero. Estuvo presente en el inicio de la siguiente temporada, pero, tras disputar 9 partidos, una lesión volvió a dejarlo varios meses inactivo.
Su última experiencia destacada en la LNB fue vistiendo los colores de Peñarol de Mar del Plata durante la temporada 2001-02.
Luego de ello iniciaría un derrotero por diversos clubes hasta anunciar su retiro definitivo en abril de 2012, luego de ser diagnosticado con una afección cardíaca. Durante ese periodo hizo breves regresos a Estudiantes de Bahía Blanca y Villa Mitre, jugó en Panamá, Uruguay y Chile, actuó en un partido de la Liga Nacional de Básquet y en dos de la fase inicial de la Liga de las Américas 2009-10 con Obras Sanitarias, compitió en el torneo de la Asociación de Básquetbol de Trenque Lauquen con el club Empleados de Comercio de Guamini y fue tentado para unirse a Ferro de Trenque Lauquen, e intentó infructuosamente junto a los también veteranos Mauricio Beltramella, Esteban de la Fuente y Leopoldo Ruiz Moreno conquistar el Torneo Federal de Básquetbol jugando para el club roquense Del Progreso.

## Selección nacional
Montenegro jugó el torneo juvenil panamericano de baloncesto en 1981, organizado en Montevideo, Uruguay, donde los argentinos terminaron en el tercer puesto. Posteriormente jugó también en el Campeonato Mundial de Baloncesto Sub-19 de 1983 en España. A pesar de terminar séptimos allí, ese torneo le sirvió al pívot bahiense para exponerse ante reclutadores europeos y conseguir que el CAI Zaragoza se interesase en él. 
Su debut con la selección mayor ocurrió durante el Campeonato Sudamericano de Baloncesto de 1985. Al año siguiente participó del Campeonato Mundial de Baloncesto.
También compitió en dos ediciones del Torneo de las Américas: Portland 1992 y San Juan 1993.

## Vida privada
Antes de retirarse, Montenegro fundó la empresa HM Sports Agency, la cual representa a jugadores argentinos de fútbol y baloncesto en el mundo. 
En 2007 presentó su candidatura a concejal de Bahía Blanca por el partido PRO, pero no resultó electo.
En 2014 forma parte de Concentrados En Red en el canal DeporTV. En febrero del año siguiente se unió al equipo de balonmano de River Plate, luego de que su entrenador Eduardo Gallardo lo invitara tras haber participado del programa. Montenegro tenía la intención de entrenar en ese deporte que había practicado durante sus lejanos años escolares para constatar si tenía o no nivel para jugar competitivamente.
En 2020 presentó un espectáculo teatral por vía virtual titulado Aprendiz de loco.
Participó en 2021 de la segunda temporada del programa MasterChef Celebrity Argentina.
En 2022 se estrenó la película argentina Matrimillas, en la cual actúa Montenegro.